# Катаев (фамилия)
Ката́ев — русская и башкирская фамилия.

## Русская фамилия
Русская фамилия Катаев происходит от прозвища ката́й, в свою очередь образованного от глагола ката́ть. Часть исследователей связывает возможное происхождение прозвища с повелительным наклонением глагола. Другие выводят прозвище катай (бесшабашный, разгульный человек) из одного из значений глагола катать (жить без оглядки, гулять, кутить).
От того же корня образованы фамилии Закатов, Катырёв, Каталыгин.

### Производные имена и фамилии
От прозвищного имени Катай также произошли уменьшительное имя Катайка и связанные с ним фамилии Катайкин и Катайков.

## Башкирская фамилия
Башкирская фамилия Катаев, образованная как русская с помощью суффикса -ев, происходит от катая — представителя одноимённой башкирской родоплеменной группы. Обрусевшие катаи стали Катаевыми. От рода Катай также происходит название города Катайска.

## Самые известные семьи Катаевых

### Семья Валентина Катаева

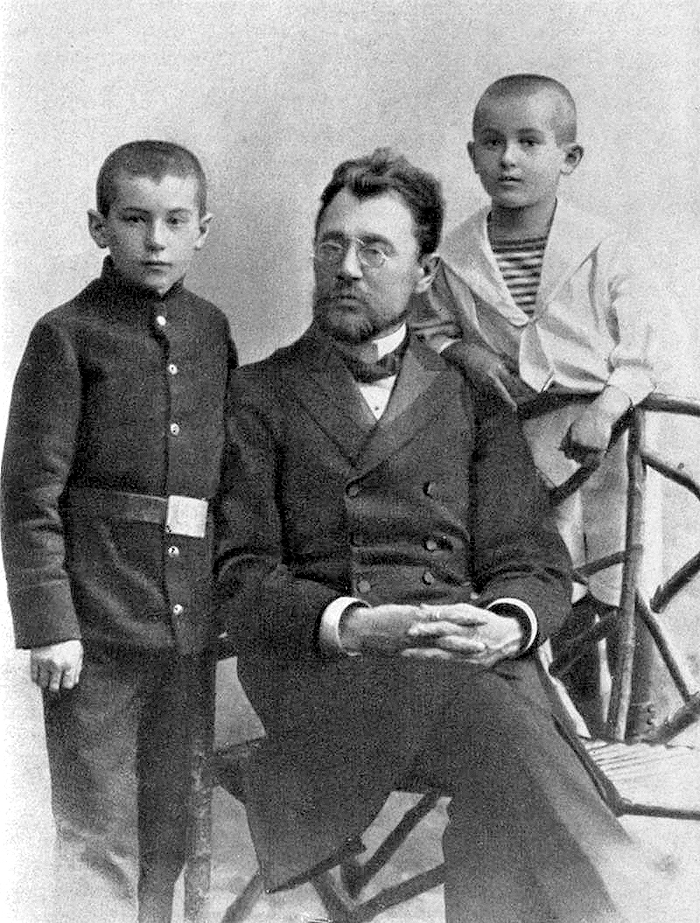
Валентин Катаев (слева) и Евгений Петров со своим отцом Петром Васильевичем Катаевым. Одесса, 1910 год

В семье писателя Валентина Катаева (1897—1986) известны его младший брат — писатель Евгений Петров (псевдоним Евгения Катаева, 1903—1942), жена Эстер Катаева (урождённая Бреннер, 1913—2009), дочь — Евгения Катаева (жена Арона Вергелиса; р. 1936), сын — писатель Павел Катаев (1938—2019), племянники (сыновья Евгения Петрова) — кинооператор Пётр Катаев (1930—1986) и композитор Илья Катаев (1939—2009), внучка — журналистка Тина Катаева (псевдоним Валентины Эдуардовны Рой).
Павел Катаев так описывал интерес Валентина Катаева к своей фамилии:
Отец при мне размышлял о роде Катаевых и высказывал предположение, что они происходят из ушкуйников, разбойников, скрывавшихся с незапамятных времён в новгородских и вятских дремучих лесах. 

Никаких свидетельств тому у отца не было, только смутные соображения. 

Он постоянно размышлял о происхождении своей фамилии, и очередная догадка могла вырваться на свет Божий из глубины его души в любой момент, неожиданно и непредсказуемо, что и случилось на страницах романа «За власть Советов». 

В одесских катакомбах, глубоко под землёй, вдали от выхода на поверхность неожиданно сталкиваются две группы партизан, действовавших там независимо друг от друга. У каждой из этих групп возникает опасение, что их выследил враг. 

Но как это выяснить? 

И тогда в «ничейной» части катакомб, в мрачной и просторной пещере, откуда во все стороны расходятся штольни, подпольщики на толстом слое пыли под скупым светом самодельного факела пишут слово, на которое как-то должны будут отреагировать опасные незнакомцы. По реакции легко можно будет понять — свой это или враги. 

И что же это за слово? 

Слово — «кат». 

В романе выбор именно этого коротенького странного словца, имеющего в древнерусском несколько значений, в том числе «палач», как-то обосновывался. 

Командир отряда, придумывая пароль, произносит внутренний монолог-лекцию по этимологии выбранного слова, однако мне, читателю, все доводы поначалу казались неубедительными. Эпизод задел меня за живое, даже, можно сказать, рассердил. Обычный авторский произвол. Волюнтаризм. 

И лишь сравнительно недавно меня осенило — да ведь это слово, корневое от нашей фамилии, вырвалось у отца из самых глубин сознания. 

Или даже — подсознания…

### Семья Ивана Катаева

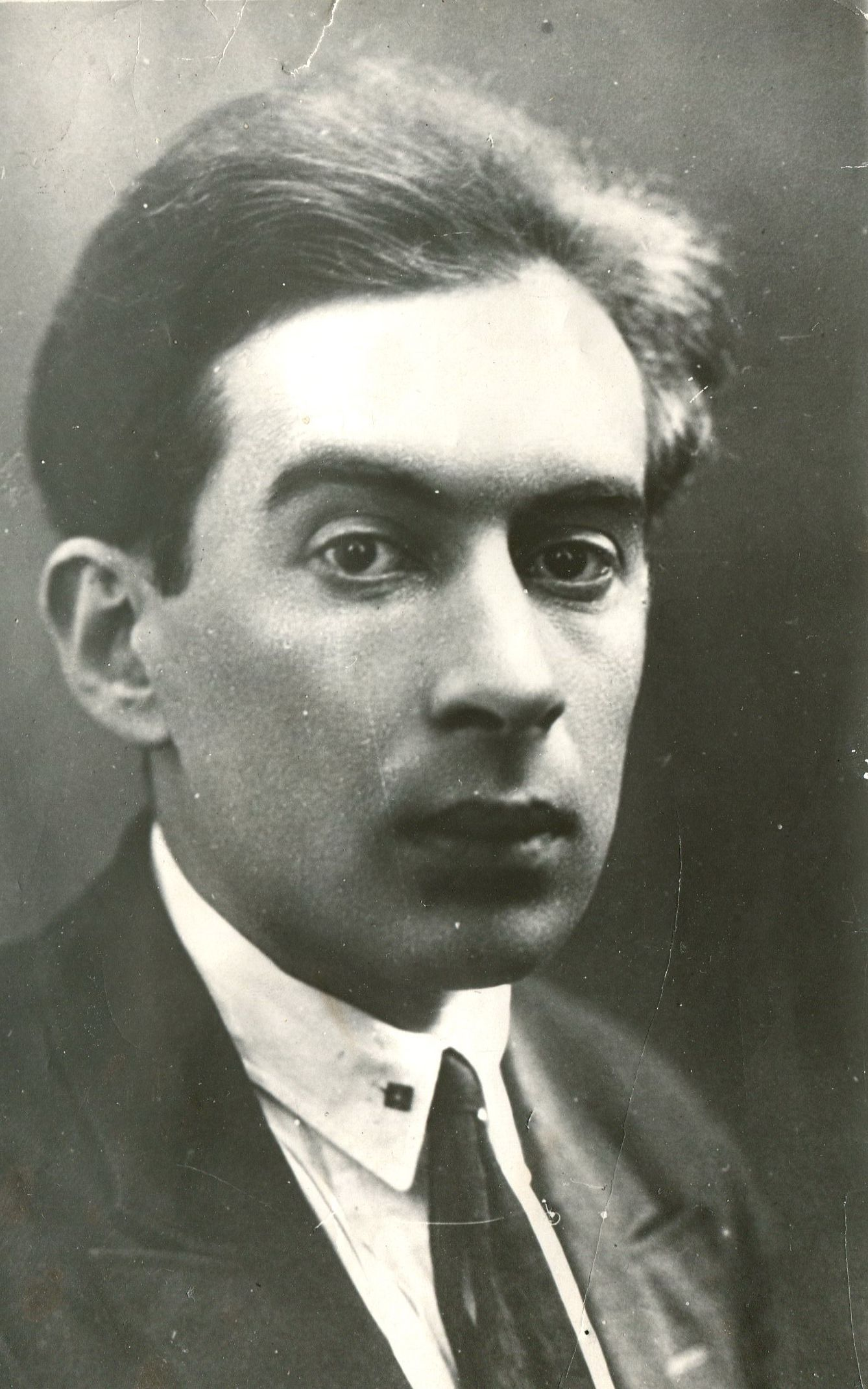
Иван Катаев

В семье писателя Ивана Катаева (1902—1937) известны его двоюродный брат — математик Андрей Колмогоров (при рождении Катаев, 1903—1987), жена — поэт Мария Терентьева-Катаева (урождённая Терентьева, 1906—1996), сыновья — физик Георгий Катаев и политический деятель и химик Дмитрий Катаев (р. 1937), невестка (жена Георгия Катаева) — психолог и детский дефектолог Александра Катаева-Венгер (урождённая Венгер, 1923—2004)

## Фамилия Катаев в художественной литературе
- Одного из главных персонажей романа Германа Садулаева AD (2009), следователя по особо важным делам, зовут Павел Борисович Катаев[4].